# 23547 Tognelli
23547 Tognelli là một tiểu hành tinh quay quanh quỹ đạo Mặt trời được phát hiện ngày 17 tháng 2 năm 1994 bởi Luciano Tesi và Gabriele Cattani ở San Marcello.